# Svänasjö församling
Svänasjö församling var en församling i nuvarande Göteborgs stift i nuvarande Marks kommun. Församlingen uppgick omkring 1570 i Örby församling.

## Administrativ historik
Församlingen har medeltida ursprung och uppgick omkring 1570 i Örby församling.